# HD 238107
HD 238107 ist ein Stern im Sternbild Grosser Bär in einer Entfernung von etwas über 1000 Lichtjahren. Der Stern bildet zusammen mit HD 238108 einen optischen Doppelstern (Winnecke 4), den Charles Messier im Jahre 1764 irrtümlich für einen Nebel hielt.